# Vignolo
Vignolo (piemontiul: Vigneul, okcitánul: Vinhoel) település Olaszországban, Piemont régióban, Cuneo megyében. Lakosainak száma 2680 fő (2023. január 1.). Vignolo Borgo San Dalmazzo, Cuneo, Roccasparvera és Cervasca községekkel határos.

## Népesség
A település lakossága az elmúlt években az alábbi módon változott:
| Lakosok száma | 2577 | 2583 | 2680 |
|               | 2017 | 2018 | 2023 |